# Gyékényes (stacja kolejowa)
Gyékényes (węg. Gyékényes vasútállomás) – stacja kolejowa w Zákány, w komitacie Somogy, na Węgrzech. Stanowi ważny węzeł kolejowy i dawne przejście graniczne z Chorwacją.

## Linie kolejowe
- 41 Dombóvár – Gyékényes
- 60 Nagykanizsa – Pécs
- Dugo Selo – Gyékényes